# Pallacanestro maschile ai XVI Giochi panamericani
Il Campionato maschile di pallacanestro ai XVI Giochi panamericani si sono svolti dal 26 al 30 ottobre 2011 a Guadalajara, in Messico, durante i XVI Giochi panamericani. Tutte le gare si sono disputate al "CODE Dome" di Guadalajara. La vittoria finale è andata alla nazionale di Porto Rico, così come era già successo nel torneo femminile.

## Squadre partecipanti
- Argentina
- Brasile
- Canada
- Messico
- Porto Rico
- Rep. Dominicana
- Stati Uniti
- Uruguay

## Prima fase

### Girone A

#### Classifica
| Squadra    | G | V | P | PF  | PS  | DP  | P.ti |
| ---------- | - | - | - | --- | --- | --- | ---- |
| Porto Rico | 3 | 2 | 1 | 231 | 206 | +25 | 4    |
| Messico    | 3 | 2 | 1 | 231 | 194 | +37 | 4    |
| Canada     | 3 | 1 | 2 | 206 | 238 | -32 | 2    |
| Argentina  | 3 | 1 | 2 | 214 | 244 | -30 | 2    |

#### Risultati
| Arbitri: | Adrián Vásquez Américo Rodríguez Winston Stith |

|           |       |                 |
| Scrubb 35 | Punti | 16 Laprovíttola |

| Arbitri: | Marcos Benito Robinson Aracena Adrián Fernández |

|                  |       |            |
| Méndez-Valdez 20 | Punti | 18 Balkman |

| Arbitri: | Américo Rodríguez Marcos Benito Roberto Fernández |

|           |       |          |
| Sandes 15 | Punti | 24 Barea |

| Arbitri: | Adrián Vásquez Winston Stith Ricardo Hayles |

|         |       |             |
| Ward 20 | Punti | 16 Mariscal |

| Arbitri: | Américo Rodríguez Robinson Aracena Adrián Fernández |

|          |       |         |
| Barea 25 | Punti | 15 Ward |

| Arbitri: | Marcos Benito Winston Stith Adrián Vásquez |

|           |       |             |
| Harris 22 | Punti | 15 González |

### Girone B

#### Classifica
| Squadra         | G | V | P | PF  | PS  | DP  | P.ti |
| --------------- | - | - | - | --- | --- | --- | ---- |
| Stati Uniti     | 3 | 2 | 1 | 245 | 235 | +10 | 4    |
| Rep. Dominicana | 3 | 2 | 1 | 230 | 209 | +21 | 4    |
| Brasile         | 3 | 1 | 2 | 234 | 244 | -10 | 2    |
| Uruguay         | 3 | 1 | 2 | 208 | 229 | -21 | 2    |

#### Risultati
| Arbitri: | Juan Fernández Roberto Fernández Roberto Vázquez |

|               |       |              |
| Giovannoni 15 | Punti | 16 Fitipaldo |

| Arbitri: | José Arnoldo Dorame Reid Kenyon Carlos Dueñas |

|             |       |           |
| Martínez 31 | Punti | 15 Thomas |

| Arbitri: | Mario José Aluz Armando Ramos Roberto Vázquez |

|            |       |             |
| Osimani 16 | Punti | 17 Coronado |

| Arbitri: | Juan Fernández Arnoldo Dorame Neil Donnelly |

|            |       |           |
| Nezinho 16 | Punti | 21 Ahearn |

| Arbitri: | Roberto Vázquez Mario José Aluz Reid Kenyon |

|             |       |               |
| Martínez 22 | Punti | 17 Marcelinho |

| Arbitri: | Neil Donnelly Carlos Dueñas Armando Ramos |

|          |       |            |
| Dyson 19 | Punti | 23 Osimani |

## Fase finale
|  | Semifinali      | Semifinali      | Semifinali |         |            | Finale 1º posto | Finale 1º posto | Finale 1º posto |  |
|  |                 |                 |            |         |            |                 |                 |                 |  |
|  | Porto Rico      | Porto Rico      | 85         |         |            |                 |                 |                 |  |
|  | Porto Rico      | Porto Rico      | 85         |         |            |                 |                 |                 |  |
|  | Rep. Dominicana | Rep. Dominicana | 77         |         |            |                 |                 |                 |  |
|  | Rep. Dominicana | Rep. Dominicana | 77         |         | Porto Rico | Porto Rico      | 74              |                 |  |
|  |                 |                 |            |         | Porto Rico | Porto Rico      | 74              |                 |  |
|  |                 |                 | Messico    | Messico | 72         |                 |                 |                 |  |
|  | Stati Uniti     | Stati Uniti     | Messico    | Messico | 72         | 55              |                 |                 |  |
|  | Stati Uniti     | Stati Uniti     |            |         |            | 55              |                 |                 |  |
|  | Messico         | Messico         | 71         |         |            | Finale 3º posto | Finale 3º posto | Finale 3º posto |  |
|  | Messico         | Messico         | 71         |         |            |                 |                 |                 |  |
|  |                 |                 |            |         |            |                 |                 |                 |  |
|  |                 |                 |            |         |            | Rep. Dominicana | Rep. Dominicana | 92              |  |
|  |                 |                 |            |         |            | Rep. Dominicana | Rep. Dominicana | 92              |  |
|  |                 |                 |            |         |            | Stati Uniti     | Stati Uniti     | 94              |  |

### Semifinali
| Arbitri: | Mario José Aluz Américo Rodríguez Reid Kenyon |

|          |       |           |
| Lyons 13 | Punti | 15 Harris |

| Arbitri: | Marcos Benito Neil Donnelly Juan Fernández |

|          |       |             |
| Barea 22 | Punti | 20 Martínez |

### Finale 7º - 8º posto
| Arbitri: | Roberto Vázquez Ricardo Hayles Roberto Fernández |

|           |       |               |
| Sandes 23 | Punti | 15 Borsellino |

### Finale 5º - 6º posto
| Arbitri: | Robinson Aracena Adrián Fernández Arnoldo Dorame |

|               |       |           |
| Marcelinho 19 | Punti | 10 Scrubb |

### Finale 3º - 4º posto
| Arbitri: | Roberto Vázquez Adrian Vázquez Arnoldo Dorame |

|           |       |           |
| Thomas 14 | Punti | 25 Guzmán |

### Finale 1º - 2º posto
| Arbitri: | Juan Fernández Marcos Benito Robinson Aracena |

|            |       |           |
| Balkman 28 | Punti | 18 Harris |

## Classifica finale
| Pos. | Squadra         | Formazione |
| ---- | --------------- | --- |
|      | Porto Rico      | Porto Rico4 Strong, 5 Barea, 6 Rivera, 7 Arroyo, 8 Narváez, 9 Berdiel, 10 Colón, 11 Villafañe, 12 Balkman, 13 de Jesús, 14 Ubiles, 15 Santiago, All. Flor Meléndez                         |
|      | Messico         | Messico4 Stoll, 5 Harris, 6 Meza, 7 C. Hernández, 8 Parada, 9 Strobbe, 10 Mariscal, 11 Quintero, 12 H. Hernández, 13 Méndez-Valdez, 14 Mata, 15 López, All. Sergio Valdeolmillos           |
|      | Stati Uniti     | Stati Uniti4 Ahearn, 5 Dentmon, 6 Dyson, 7 Ehambe, 8 Sloan, 9 Major, 10 Sumpter, 11 Lyons, 12 Thomas, 13 Lewis, 14 Butch, 15 Stiemsma, All. Nate Tibbetts                                  |
| 4.   | Rep. Dominicana | Rep. Dominicana4 Coronado, 5 Liz, 6 L. Guzmán, 7 Soliver, 8 J. Montás, 9 Peña, 10 Acosta, 11 E. Guzmán, 12 Ozuna, 13 Encarnación, 14 C. Montás, 15 Martínez, All. Phil Hubbard             |
| 5.   | Brasile         | Brasile4 Marcelinho, 5 Nezinho, 6 Murilo, 7 Betinho, 8 Benite, 9 Davi, 10 Arthur, 11 Irigoyen, 12 Guilherme, 13 Cipolini, 14 Felício, 15 Hubner, All. Rubén Magnano                        |
| 6.   | Canada          | Canada4 Jones, 5 Yu, 6 Scrubb, 7 Harrison, 8 Desmarais, 9 Lieffers, 10 Ward, 11 Hobin, 12 Hinz, 13 Baker, 14 Phillip, 15 Klassen, All. David Smart                                         |
| 7.   | Argentina       | Argentina4 Romano, 5 Fernández, 6 Elsener, 7 Sandes, 8 González, 9 Espinoza, 10 Cequeira, 11 Alloatti, 12 Delía, 13 Gerlero, 14 Laprovíttola, 15 Fernández Chávez, All. Enrique Tolcachier |
| 8.   | Uruguay         | Uruguay4 Vidal, 5 J. Osimani, 6 Fitipaldo, 7 Cáceres, 8 Loriente, 9 Haller, 10 Silveira, 11 M. Osimani, 12 Newsome, 13 Vázquez, 14 Borsellino, 15 Bastón, All. Álvaro Tito                 |